# Sumihiro Tomii
Sumihiro Tomii (富井 澄博?, Tomii Sumihiro; Nozawaonsen, 20 ottobre 1949 – Nozawaonsen, 17 gennaio 2013) è stato uno sciatore alpino giapponese.

## Biografia
Sciatore polivalente, Tomii prese parte a due edizioni dei Giochi olimpici invernali, entrambe valide anche come Campionati mondiali: Sapporo 1972, dove si classificò 22º nella discesa libera, e Innsbruck 1976, dove si piazzò 20º nella discesa libera, 34º nello slalom gigante, 29º nello slalom speciale e 10º nella combinata, disputata in sede olimpica ma valida solo ai fini dei Mondiali 1976. Non ottenne piazzamenti di rilievo in Coppa del Mondo.